# Rose Davies (atleta)
Rose Davies (21 de diciembre de 1999) es una deportista de Australia que compite en atletismo. Participó en los Juegos Olímpicos de Tokio 2020, ocupando el décimo octavo lugar en la prueba de 5000 m.